# Titan Truck Service Company
Titan Truck Service Company, vorher Titan Truck & Tractor Company und Titan Truck Company, war ein Hersteller von Nutzfahrzeugen aus den USA.

## Unternehmensgeschichte
Das Unternehmen wurde 1917 in Milwaukee in Wisconsin gegründet. Im gleichen Jahr begann die Produktion von Lastkraftwagen. Der Markenname lautete Titan.
Die Produktion lief bis mindestens 1927, möglicherweise auch bis 1932.

## Fahrzeuge
Die ersten Modelle hatten einen Vierzylindermotor, ein eigenes Vierganggetriebe, Vollgummireifen und fünf Tonnen Nutzlast.
Anfang der 1920er Jahre kamen kleinere Modelle dazu. Das kleinste bot 2 Tonnen Nutzlast, das mittlere 2,5 und das größere 3,5. Deren Vierzylindermotoren kamen von Buda.